# Soft On Demand
Soft On Demand, o simplificado como SOD, es un estudio de cine pornográfico japonés fundado a finales de 1995 por Ganari Takahashi, quien se retiró de la misma en marzo de 2005. Es una de las mayores compañías de vídeos para adultos de Japón y destaca por su enfoque creativo en los mismos.

## Información

### Finanzas
En 2009, la empresa, bajo la presidencia de Chie Sugawara, tenía 128 empleados y un capital de 100 millones de yenes (unos 1,1 millones de dólares). En el ejercicio fiscal que finalizó el 31 de marzo de 2009, SOD obtuvo unas ventas totales de 14 900 millones de yenes (unos 165 millones de dólares) y un beneficio de 670 millones de yenes (unos 7,4 millones de dólares). En 2007, las cifras fueron de 13 500 millones de yenes (120 millones de dólares) y un beneficio de 900 millones de yenes (8 millones de dólares). SOD ha sido una empresa de rápido crecimiento desde su fundación, pasando de unas ventas de 300 millones de yenes en 1996 a 1 500 millones en 1998, a 4 100 millones en 2000, 7 800 millones en 2003 y 9 000 millones en 2005. A pesar de su rápido crecimiento, a principios de la década de 2000 se vio superada en volumen de ventas por el productor rival Hokuto, que también absorbió algunas de las antiguas empresas de SOD. Tras alcanzar su máximo en 2008, las ventas de Hokuto han caído en picado, mientras que los ingresos anuales de SOD se han mantenido en torno a los 15 000 millones de yenes (150 millones de dólares) durante el periodo 2008-2010, lo que le ha permitido convertirse de nuevo en el mayor grupo de vídeo para adultos de Japón.

### Productos
Algunos de sus enfoques más notables han sido los concursos que ponían a prueba los conocimientos de las actrices de AV (vídeo para adultos) con preguntas desafiantes, los vídeos CFNM (mujer vestida, hombre desnudo) en los que las mujeres estudian el pene de un hombre (la serie "Uniformes, calzoncillos y toda la escuela desnuda") y las tramas en las que se somete a las mujeres a hipnosis. También ha habido series de deportes al desnudo, la epopeya de la tercera edad "All Naked Nursing Home for the Elderly", fiestas sexuales de empresa, festivales de verano y campamentos sexuales.
Uno de sus lanzamientos de mayo de 2006, 500 Person Sex, muestra a 250 parejas practicando sexo (separadas entre sí pero en la misma habitación) de una forma sincronizada impresionante, lo que provocó algunas críticas en los sitios para adultos occidentales. El vídeo recibió un premio especial del jurado en el AV Open de 2006.
En 2003, SOD publicaba más de 1 000 títulos de vídeo para adultos al año. SOD también colabora con varias empresas de otros ámbitos, por lo que se ha convertido en un grupo de empresas dedicado principalmente a la producción de vídeos para adultos. Además de producir vídeos, la empresa también produce preservativos y lociones lubricantes, juegos para PC (también conocidos como juegos hentai) y anime para adultos.
Fuera del ámbito para adultos, SOD también produce películas softcore y de género, vídeos de ídolos y programas de televisión. Entre sus películas convencionales, algunas han contado con actrices de SOD AV, incluyendo la película de terror de 2008 Yoroi Samurai Zombie con Nana Natsume y la comedia-drama de 2006 Tokyo Daigaku Monogatari, dirigida por Tatsuya Egawa y con Sasa Handa. Una tercera entrada fue la película de ciencia ficción de 2014 Danger Dolls, con la estrella de SOD Mana Sakura haciendo aparición.
En 2004, la empresa anunció sus planes de producir una adaptación de la serie de manga Ajisai no Uta (Song of Hydrangea) de Shougakukan Big Comic Original en forma de vídeo original de animación (OVA) para un público general. El volumen 1 de la serie se publicó en agosto de 2004 y el cuarto y último volumen salió a la venta en diciembre de ese mismo año.

### SOD Create
Internamente, SOD subcontrata el trabajo a sus unidades individuales, siendo la producción de vídeo original realizada por SOD Create Inc. dirigida por Daisuke Kasai. Esta filial, fundada en marzo de 1999, se llamaba originalmente Hamlet y cambió su nombre a SOD Create en 2001.
El diseño de envases para SOD es competencia de otra división, SOD Artworks, fundada en 2004 y bajo la dirección de Yoshino Toshimitsu (吉野敏充).
Desde su creación, SOD ha producido más de 7 500 películas protagonizadas por algunas de las actrices JAV más destacadas. La empresa también ha dado un giro importante hacia la producción de más contenidos de realidad virtual en los últimos años, e incluso llegó a construir un parque temático para adultos en el corazón de Tokio, también conocido como SOD Land.

## Organización

### Sellos
Algunos de los sellos en los que queda organizado SOD son:
- Eighteen
- ON
- Otis
- Princess
- SOD Cinderella
- Senz
- Star

### Directores
Algunos directores que han trabajado para SOD han sido:
- Keita No.1
- Kei Morikawa
- Sakkun
- (Jo)Style
- Goro Tameike
- Tohjiro
- Hajime Yarigasaki

### Actrices
Algunas AV Idols del porno japonés que han actuado para Soft On Demand han sido:
- Hotaru Akane
- Risa Coda
- Sasa Handa
- Saori Hara
- Hikari Hino
- Rinako Hirasawa
- Asuka Hoshino
- Naoko Imokawa
- Kaho Kasumi
- Risa Kasumi
- Mariko Kawana
- Iori Kogawa
- Hiromi Matsuura
- Miyu Misaki
- Tsugumi Nagasawa
- Nana Natsume
- Nao Oikawa
- Yuka Osawa
- Mana Sakura
- Yuko Sakurai
- Yuu Shiraishi
- Asami Sugiura
- Yui Takagi
- Tsubomi
- Hime Tsukino
- Kaoruko Wakaba
- Akira Watase
- Rico Yamaguchi
- Sally Yoshino
- Aimi Yoshikawa

## SOD AV Awards y el AV Open
Entre 2002 y 2006, la empresa celebró los SOD AV Awards, una ceremonia anual para entregar una serie de premios en honor a actrices, directores y personal de las empresas del grupo SOD.En 2006, la empresa también patrocinó, junto con Tokyo Sports, un concurso de premios más amplio llamado AV Open. Dieciséis empresas compitieron por un premio total de 25 millones de yenes y el ganador se decidió en función de las ventas de los vídeos presentados al concurso.
En el segundo año del concurso AV Open, participaron 19 empresas y la de SOD ganó por un amplio margen, pero posteriormente se descubrió que SOD había utilizado fondos de la empresa para comprar miles de sus propios vídeos. SOD fue descalificada y el desacreditado AV Open fue sustituido al año siguiente por el AV Grand Prix, patrocinado por Hokuto Corporation.

## Content Soft Association
La industria audiovisual japonesa cuenta con varios "grupos éticos", organizaciones voluntarias que velan por el cumplimiento de la legislación japonesa sobre pornografía y regulan los contenidos y los derechos de autor. La primera de estas organizaciones fue fundada por las principales empresas audiovisuales en 1972 y se conoce como Nihon Ethics of Video Association (NEVA). En respuesta, SOD inició en 1996 su propio grupo regulador conocido como Asociación de Ética de los Medios, normalmente abreviada como Medirin (メディ倫)). Medirin estaba compuesta por compañías "indie", estudios AV independientes que exploraban temas porno prohibidos por las normas de la NEVA y que utilizaban un mosaico de censura de píxeles más pequeños para sus vídeos. Medirin se reorganizó en 2005 para formar la Content Soft Association (CSA) con el fin de revisar y regular los vídeos para adultos y el software de juegos para adultos. La CSA contaba con más de 65 miembros entre productores AV que comprendían la mayor parte del grupo SOD y algunas otras empresas importantes. En noviembre de 2010, la organización se disolvió y la Organización de Ética del Vídeo ocupó su lugar.